# Immeuble au 3, place Graslin de Nantes
L'immeuble, bâti au XVIIIe siècle et XIXe siècle, est situé au no 3 de la place Graslin, au no 1 de la rue Piron et sur le cours Cambronne à Nantes, en France. L'immeuble a été inscrit au titre des monuments historiques en 1949.

## Historique

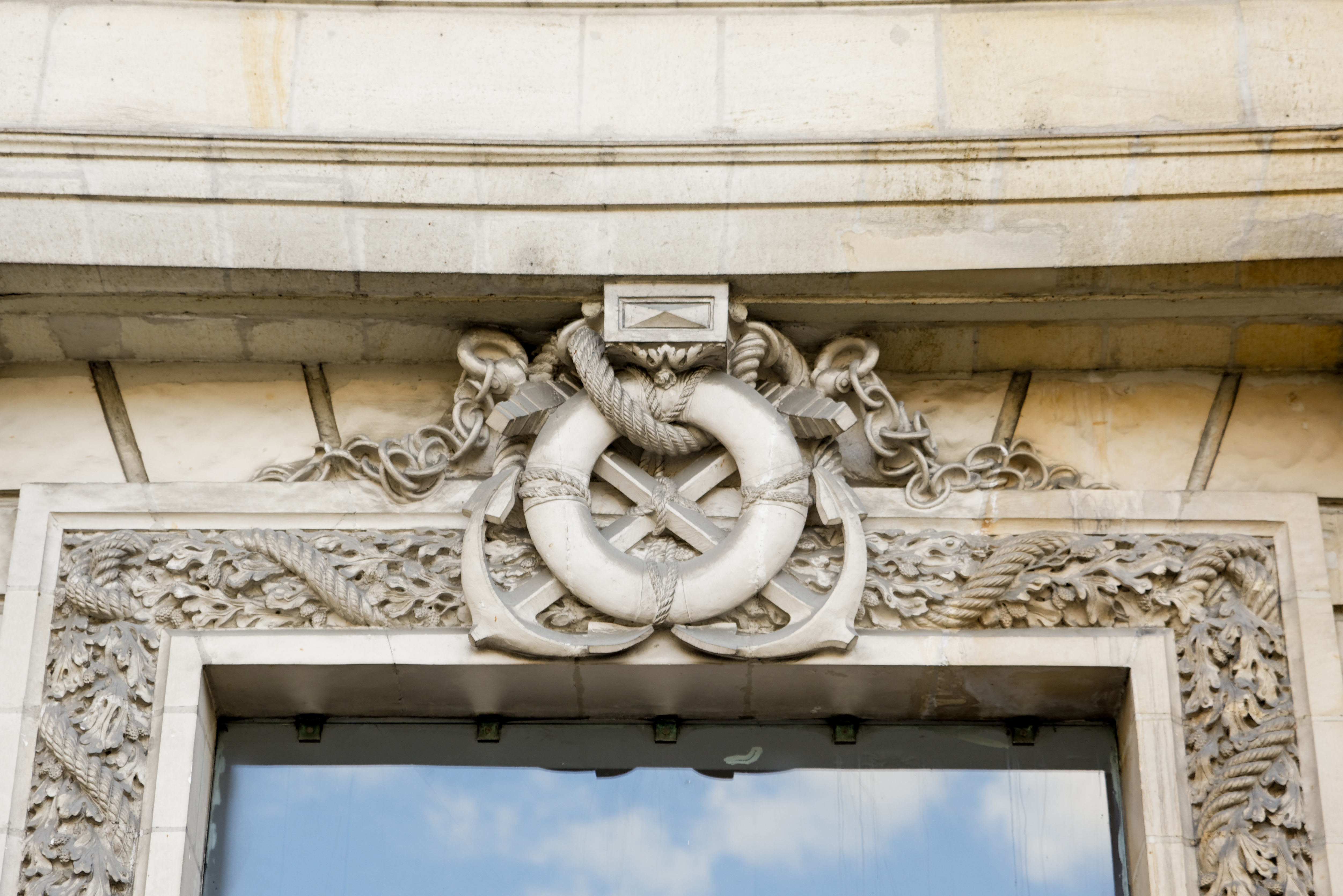
Bas relief

L'immeuble présente, au-dessus de son entrée, un bas-relief représentant des bouées, des ancres et des cordages enchevêtrées. Ce bâtiment est l'ancien siège de la Compagnie générale transatlantique, créée en 1861, à la suite de la « Compagnie générale maritime » fondée par les frères Pereire en 1855. Après avoir établi son siège nantais au no 92 du quai de la Fosse en 1911, l'entreprise s'installe place Graslin après la Seconde Guerre mondiale. Elle cesse son activité en 1970.
Le bâtiment est inscrit au titre des monuments historiques par arrêté du 10 août 1949.